# 視線計測
視線計測(Eye tracking)とは視線の情報を取得する行程。

## 概要
被験者が着用して眼球の位置を捕捉する手法と据え置き式があり、被験者が見ている対象を検出する。

## 用途
心理学、医学、工学の分野でスポーツ選手の行動の解析や、視線入力機能のあるオートフォーカスのカメラやマーケティング調査で消費者の消費行動を調査したり、技能継承で熟練工の所作を解析する目的などで使用される。
拡張現実と組み合わせて仮想空間でのユーザーインターフェースとしての開発も進められる。